# صغر وزيادة تحدب العدسة العينية
صغر وزيادة تحدب العدسة العينية (بالإنجليزية: Microspherophakia)‏ هو عيب خلقي جسدي متنح نادر، يزدادُ فيه تحدب عدسة العين بحيثُ تصبح كروية الشكل، ويقل حجمها عن الطبيعي (أي تصغُر العدسة). يرتبط هذا العيب مع عددٍ من الاضطرابات مثل شذوذ بيترز ومتلازمة مارفان ومتلازمة فايل-ماركيساني. يحدث الشكل الكروي للعدسة بسبب عدم تطورِ نطيقة زين، والتي لا تبذلُ القوة المطلوبة على العدسة لجعلها بيضاوية الشكل كالمُعتاد. ينتج هذا العيب الخلقي بسبب طفرةٍ اقترانية زيجوتية على جين LTBP2.

## روابط خارجية
- صغر وزيادة تحدب العدسة العينية على موقع الوراثة المندلية البشرية عبر الإنترنت